# Сумско-Степановский сахарный комбинат
Сумско-Степановский сахарный комбинат — предприятие пищевой промышленности в посёлке городского типа Степановка Сумского района Сумской области в Украине.

## История
Сахарный завод в селе Степановка Степановской волости Сумского уезда Харьковской губернии Российской империи был построен в 1893 году, его владельцами являлось "Общество Сумско-Степановского свеклосахарного завода".
В январе 1918 года в Степановке была установлена Советская власть и завод был национализирован. После окончания боевых действий гражданской войны предприятие возобновило работу.
В ходе Великой Отечественной войны в 1941-1943 гг. село было оккупировано немецкими войсками.
В соответствии с четвертым пятилетним планом восстановления и развития народного хозяйства СССР предприятие было восстановлено, а в дальнейшем преобразовано в Сумско-Степановский сахарный комбинат, для обеспечения которого сырьём при нём был организован свеклосовхоз.
В 1947 году на Сумско-Степановском сахарном заводе была создана первая футбольная команда - «Цукровик» (позже она стала называться «Спутник»).
В целом, в советское время комбинат входил в число ведущих предприятий райцентра.
После провозглашения независимости Украины комбинат перешёл в ведение государственного комитета пищевой промышленности Украины.
В июле 1995 года Кабинет министров Украины утвердил решение о приватизации свеклосовхоза. В октябре 1995 года было утверждено решение о приватизации сахарного комбината, после чего государственное предприятие было реорганизовано в открытое акционерное общество.
В июне 1999 года Кабинет министров Украины передал комбинат в коммунальную собственность Сумской области.
В 2000 году перерабатывающая мощность предприятия составляла 1,88 тыс. тонн сахарной свеклы в сутки. Весной 2002 года владельцем предприятия стала днепропетровская инвестиционная группа "Интерпайп", но в мае 2004 года оно было продано компании ООО "Сумыагросахар". В 2006 - 2007 гг. по иску агрофирмы «Виктория» началась процедура ликвидации компании ООО "Сумыагросахар" и распродажа её имущества и активов. В июле 2007 года Сумско-Степановский завод уже не функционировал.
В 2012 году завод уже прекратил своё существование.